# Alessandro Bavona
Alessandro Bavona (Rocca di Cambio, 11 maggio 1856 – Vienna, 19 gennaio 1912) è stato un arcivescovo cattolico italiano.

## Biografia
Nato nel 1856 a Rocca di Cambio da Agostino ed Elisabetta Lolli, compì i primi studi con lo zio materno, don Benedetto Gialloreti. Si iscrisse quindi al seminario diocesano e si trasferì in seguito a Roma, dove compì studi teologici e giuridici, venendo poi ordinato sacerdote. Fu quindi professore di diritto canonico nel Pontificio Seminario Romano Maggiore e minutante presso la Congregazione per gli affari ecclesiastici straordinari.
Nel maggio 1893 iniziò la carriera diplomatica e fu nominato uditore presso la nunziatura apostolica in Spagna. Elevato alla dignità arcivescovile il 21 aprile 1901, il 13 luglio dello stesso anno fu nominato da papa Leone XIII contemporaneamente delegato apostolico in Bolivia, Ecuador e Perù, mentre il 17 luglio arcivescovo titolare di Farsalo. In quello stesso anno, inoltre, fu consacrato da Pedro Rafael González y Calixto, arcivescovo di Quito, insieme ad Arsenio Andrade y Landázuri e Federico González y Suárez come co-consacranti.
Il 13 novembre 1906 fu nominato nunzio apostolico in Brasile e dal 2 febbraio 1911 fu trasferito con lo stesso ruolo in Austria. Morì a Vienna per un attacco di polmonite nel 1912, all'età di 55 anni.

## Genealogia episcopale e successione apostolica
La genealogia episcopale è:
- Cardinale Scipione Rebiba
- Cardinale Giulio Antonio Santori
- Cardinale Girolamo Bernerio, O.P.
- Arcivescovo Galeazzo Sanvitale
- Cardinale Ludovico Ludovisi
- Cardinale Luigi Caetani
- Cardinale Ulderico Carpegna
- Cardinale Paluzzo Paluzzi Altieri degli Albertoni
- Papa Benedetto XIII
- Papa Benedetto XIV
- Papa Benedetto XIV
- Cardinale Giovanni Carlo Boschi
- Cardinale Bartolomeo Pacca
- Papa Gregorio XVI
- Cardinale Lodovico Altieri
- Arcivescovo José Ignacio Checa y Barba
- Arcivescovo Pedro Rafael González y Calixto
- Arcivescovo Alessandro Bavona

La successione apostolica è:
- Vescovo José Santiago Irala, O.F.M.